# Route nationale 12
La route nationale 12 (RN 12 o N 12) è una strada nazionale lunga 562 km che parte da Jouy-en-Josas e termina a Brest. Venne creata nel XVIII secolo per ridurre i tempi di percorrenza dal Perche a Parigi. Nella prima metà del XX secolo passò ad indicare il percorso più meridionale, per Laval, ma nel 1952 il nome RN 12 fu riassegnato alla strada originaria.

## Percorso
Se inizialmente essa cominciava dalla N10 a Trappes (il vecchio tratto è oggi denominato D912), oggi la N12 parte da Jouy-en-Josas staccandosi dall’A86 e passa a sud di Versailles e a nord di Trappes. Oggi la strada nazionale evita tutti i centri abitati ed il vecchio tracciato è stato declassato a D912. Aggira anche Dreux e Nonancourt e segue il corso dell’Avre piegando così a sud-ovest all’altezza di Verneuil-sur-Avre.
La strada entra in Normandia e giunge ad Alençon e poi a Mayenne, nei Paesi della Loira. In seguito arriva in Bretagna: dopo Fougères viene a coincidere con l’A84 fino a Rennes, dove ricompare la denominazione N12. Da questo punto la strada nazionale rappresenta il tratto iniziale della strada europea E50. La N12 si dirige a nord-ovest fino a Saint-Brieuc; a partire da Tramain fino a tale città alla statale si sovrappone anche il percorso della strada europea E401. Continua allora verso ovest passando per Guingamp e Morlaix e terminando a Brest. Nell’ultima sezione, dall’intersezione con la N265 alla rotonda con la D205, la strada è stata declassata a D112.

## Nella cultura di massa
- La manifestazione di protesta nel film Normandie nue (P. Le Guay, 2018) si svolge su di essa (più o meno all'altezza di Mortagne-au-Perche).